# Lijst van symfonieën van Mozart
Deze lijst bevat alle symfonieën van Wolfgang Amadeus Mozart met de indeling volgens Köchel.

## Lijst van symfonieën
| Nr. | KV                | Toonaard | Geschreven in             | Plaats van compositie, bijnamen, opmerkingen |
| --- | ----------------- | -------- | ------------------------- | --- |
| 1   | 16                | Es       | 1764 of 1765              | Londen |
|     | Anh. 220          | a        | 1765?                     | alleen incipit bekend |
| 4   | 19                | D        | begin 1765                | Londen; misschien later herzien |
|     | Anh. 223 (19a)    | F        | begin 1765                | Londen |
|     | Anh. 222 (19b)    | C        | begin 1765                | alleen incipit bekend |
| 5   | 22                | B        | december 1765             | Den Haag; Haagse symfonie |
|     | Anh. 221 (45a)    | G        | 1766                      | (Alte) Lambacher symfonie |
| 43  | 76 (42a)          | F        | 1767?                     | waarschijnlijk in Wenen geschreven; er zijn geen authentieke bonnen bekend, toeschrijving en datering zijn niet zeker |
| 6   | 43                | F        | eind 1767                 | Misschien in Salzburg begonnen; in de autograaf is een de notitie 'à Olmutz' (waar Mozart van 26 oktober tot 23 december 1767 verbleef) geschrapt. Het andante is een bewerking van het duet Natus cadit, atque Deus uit Apollo et Hyacinthus, KV 38 (vroeg 1767)                                                                            |
| 45  | 45                | D        | 16 januari 1768           | behalve het Menuetto herzien en hergebruikt als Ouverture voor La finta semplice, KV 51 |
|     | Anh. 221 (45a)    | G        | maart 1766                | authentieke kopie (in de benedictijenabdij te Lambach uit waarschijnlijk 1767) geeft een herziene versie |
|     | Anh. 214 (45b)    | Bes      | januari 1768              | waarschijnlijk in Wenen geschreven; authentieke bronnen ontbreken en de toeschrijving en datering zijn onzeker |
| 8   | 48                | D        | 13 december 1768          | Wenen |
|     | Anh. 215 (66c)    | D        | 1769?                     | alleen incipit bekend |
|     | Anh. 217 (66d)    | B        | 1769?                     | alleen incipit bekend |
|     | Anh. 218 (66e)    | B        | 1769?                     | alleen incipit bekend |
| 9   | 73                | C        | eind 1769 - begin 1770    | geschreven in Salzburg of Italië |
|     | 81 (73l)          | D        | 25 april 1770             | waarschijnlijk in Rome geschreven; authentieke bronnen ontbreken, datering en toeschrijving onzeker. Ook toegeschreven aan Leopold Mozart. |
| 47  | 97 (73m)          | D        | 1770?                     | waarschijnlijk geschreven in Rome; authentieke bronnen ontbreken, datering en toeschrijving onzeker. |
| 45  | 95 (73n)          | D        | 1770?                     | waarschijnlijk in Rome geschreven; authentieke bronnen ontbreken, datering en toeschrijving onzeker. |
| 10  | 74                | G        | 1770                      | |
| 11  | 84 (73q)          | D        | 1770                      | vermoedelijk in Milaan en Bologna geschreven; authentieke bronnen ontbreken, datering en toeschrijving onzeker. |
|     | Anh. 216 (74g)    | B        | vroege zomer van 1771 (?) | waarschijnlijk geschreven in Salzburg; authentieke bronnen ontbreken, datering en toeschrijving onzeker. |
| 42  | 75                | F        | 1771?                     | waarschijnlijk in Salzburg geschreven; authentieke bronnen ontbreken, datering en toeschrijving onzeker. |
| 12  | 110 (75b)         | G        | juli 1771                 | Salzburg |
|     | 120 (111a)        | D        | eind 1771                 | Finale die samen met ouverture en eerste deel van Ascanio in Alba, KV 111 (Milaan, 17 oktober 1771), een symfonie vormt |
| 46  | 96 (111b)         | C        | oktober-november 1771?    | vermoedelijk in Milaan geschreven; authentieke bronnen ontbreken, datering en toeschrijving onzeker. |
| 13  | 112               | F        | 2 november 1771           | Milaan; in de autograaf is het Menuetto (zonder het Trio) geheel in Leopold Mozarts handschrift. |
| 14  | 114               | A        | 30 december 1771          | Salzburg; autograaf bevat een afgekeurd Menuetto. |
| 15  | 124               | G        | 21 februari 1772          | Salzburg |
| 16  | 128               | C        | mei 1772                  | Salzburg |
| 17  | 129               | G        | mei 1772                  | Salzburg; waarschijnlijk vroeger begonnen dan mei 1772 |
| 18  | 130               | F        | mei 1772                  | Salzburg; de autograaf bevat een afgekeurd fragmentarisch ontwerp van 8 maten voor het langzame deel. |
| 19  | 132               | Es       | juli 1772                 | Salzburg; het Andante is deels gebaseerd op het kerstlied Resonet in laudibus (Joseph, lieber Joseph mein), dat Mozart ook heeft gebruikt in Gallimathias musicum, KV 32, nr. 2a (1766). |
| 20  | 133               | D        | juli 1772                 | Salzburg |
| 21  | 134               | A        | augustus 1772             | Salzburg |
| 50  | 161 en 163 (141a) | D        | eind 1772?                | Salzburg; delen KV 161 uit de ouverture tot Il sogno di Scipione, KV 126 (1771) met een later gecomponeerde finale, KV 163, om een symfonie te vormen. |
| 22  | 162               | C        | 19 of 29 april 1773       | Salzburg; de datum is op de autograaf veranderd. |
| 23  | 181 (162b)        | D        | 19 mei 1773               | Salzburg; de datum is op de autograaf veranderd. |
| 24  | 182 (166c, 173dA) | Bes      | 3 oktober 1773            | Salzburg; de datum is op de autograaf veranderd. |
| 25  | 183 (173dB)       | g        | 5 oktober 1773            | Salzburg; de datum is op de autograaf veranderd. De autograaf bevat een afgekeurd fragmentarisch ontwerp voor het langzame deel van 2 maten met notatie voor alleen de eerste viool. |
| 26  | 184 (166a, 161a)  | Es       | 30 maart 1773             | Salzburg; de datum is op de autograaf veranderd. |
| 27  | 199 (162a, 161b)  | G        | 10 of 16 april 1773       | Salzburg; de datum is op de autograaf veranderd. |
| 28  | 200 (189k)        | C        | 17 november 1774?         | Salzburg; de datum is op de autograaf veranderd. De paukenpartij die eens aanwezig was in de autograaf is nu verloren. |
|     | 121 (207a)        | D        | eind 1774 - begin 1775    | Salzburg; Finale om symfonie te vormen met ouverture tot La Finta giardiniera, KV 196 (1774-1775) |
| 29  | 201 (186a)        | A        | 6 april 1774              | Salzburg; de datum is op de autograaf veranderd. |
| 30  | 202 (186b)        | D        | 5 mei 1774                | Salzburg; de datum is op de autograaf veranderd. |
|     | 204 (213a)        | D        | na 5 augustus 1775        | Salzburg; bewerking van de Serenade KV 204 (213a). De datum op de autograaf van de Serenade is veranderd. |
|     | 102 (213c)        | C        | ca. maart 1776            | Salzburg. Finale vormt samen met nieuwe versies van de ouverture en de eerste aria van Il re pastore, KV 208 (1775) een symfonie. |
|     | 250 (284b)        | D        | na juni 1776              | Salzburg. Bewerking van Serenade KV 250 (248b) met een nieuwe paukenpartij en andere revisies; de datum op de autograaf van de Serenade is veranderd. |
| 31  | 297 (300a)        | D        | juni 1778                 | Parijse symfonie; geschreven in Parijs. Twee Andantes (in 6/8 en 3/4), waarvan onbekend is welke het eerst is ontstaan. |
| 32  | 318               | G        | 26 april 1779             | Salzburg. Misschien bedoeld als ouverture voor Zaïde, KV 344 (366b). De paukenpartij in de autograaf is van een andere hand. |
| 33  | 319               | Bes      | 9 juli 1779               | Salzburg |
| 34  | 338               | C        | 29 augustus 1780          | Salzburg. Een afgekeurd Menuetto allegretto van 14 maten is als fragment bewaard in de autograaf na het eerste deel. |
| 35  | 385               | D        | juli 1782                 | Haffner-symfonie, geschreven in Wenen. Oorspronkelijk als serenade ter gelegenheid van de verheffing in de adelstand van Siegmund Haffner in Salzburg op 29 juli 1782. Een extra menuet, dat Mozart in zijn correspondentie noemt, is waarschijnlijk verloren gegaan. Fluiten en klarinetten zijn later toegevoegd (waarschijnlijk in 1783). |
| 36  | 425               | C        | november 1783             | Linzer symfonie, geschreven in Linz. Het werk is misschien in Wenen herzien tussen 1784-1785. |
| 37  | 444 (425a)        | G        | november 1783?            | Linz; inleiding voor een symfonie van Michael Haydn |
| 38  | 504               | D        | 6 december 1786           | Praagse symfonie, geschreven in Wenen. Het Presto is misschien eerst gecomponeerd, bedoeld als een nieuwe finale voor de Parijse symfonie, KV 297 (300a). Schetsmateriaal voor het eerste deel; en een fragmentarisch ontwerp voor een langzaam deel (KV 105/504a) van 10 maten zijn bewaard.                                                |
| 39  | 543               | Es       | 26 juni 1788              | Wenen |
| 40  | 550               | g        | juli 1788                 | Wenen; in twee versies die in ongeveer dezelfde tijd zijn ontstaan, de tweede met klarinetten |
| 41  | 551               | C        | augustus 1788             | Wenen. Jupiter-symfonie; de oorsprong van de naam is onbekend (volgens W.A. Mozart jr. zou de naam door de Londense violist en impresario J.P. Salomon eraan zijn gegeven). Van de Finale zijn schetsen bewaard. |